# Civeta de palmera comuna
La civeta de palmera comuna és un mamífer de la família dels vivèrrids, nadiua del sud-est asiàtic, el sud de l'Índia i al sud de la Xina. També rep el nom de Toddy Cat, Motit, Marapatti, Uguduwa, o Maranai.

## Nom
El nom científic de l'espècie (Paradoxurus hermaphroditus), fou donat el 1777 donat que ambdós sexes tenen glàndules perineals sota la cua que semblen testicles. Aquestes glàndules de les civetes ruixen una secrecions nocives.
L'espècie és coneguda comunament amb el nom de civeta de palmera comuna o Toddy Cat (en català, gat ponx).
A la Cordillera Central de Luzon, al nord de les Filipines, se l'anomena Motit. A les Filipines també se la coneix com a Musang o Alamid.
En malaialam, la llengua indígena de l'estat de Kerala, al sud de l'Índia, la civeta de palmera comuna és coneguda com a Marapatti o "മരപ്പട്ടി" (que vol dir, gos d'arbre o gos de la fusta)
A Sri Lanka, és coneguda com a Uguduwa en singalès, i Maranai en tàmil (amb el mateix significat que Marapatti en malaialam).
A Indonèsia se la coneix com a Luwak, i està relacionada amb la producció de Kopi Luwak, un tipus de cafè.

## Anatomia
La civeta de palmeta comuna té un pes mitjà de 3,2 quilos, una longitud de cos d'uns 53 centímetres i una cua d'una longitud d'uns 48 centímetres. El seu cos llarg i robust està cobert d'un pelatge gruixut que generalment és de color grisenc, amb tres franges de marques negres. Té les potes, les orelles i el musell de color negre. Les marques del seu rostre són semblants a les de l'os rentador. A diferència d'altres espècies de civeta, la cua no té anells.

## Dieta
La civeta de palmera comuna és un mamífer omnívor. La seva font d'aliment principal són els fruits com la sapodella, el mango, el rambutan i el cafè, però també s'alimenta de petits mamífers e insectes. També té afició per la saba de les flors de palma (un hàbit que li dona un dels seus noms alternatius: toddy cat), que fermentada, es converteix en un licor dolç. Desenvolupa un paper important en la germinació de les palmeres. Viu als boscos, parcs i jardins suburbans amb arbres de fruits madurs, figueres i vegetació intacta. Les seves urpes esmolades li permeten enfilar-se als arbres i als canalons de les cases.

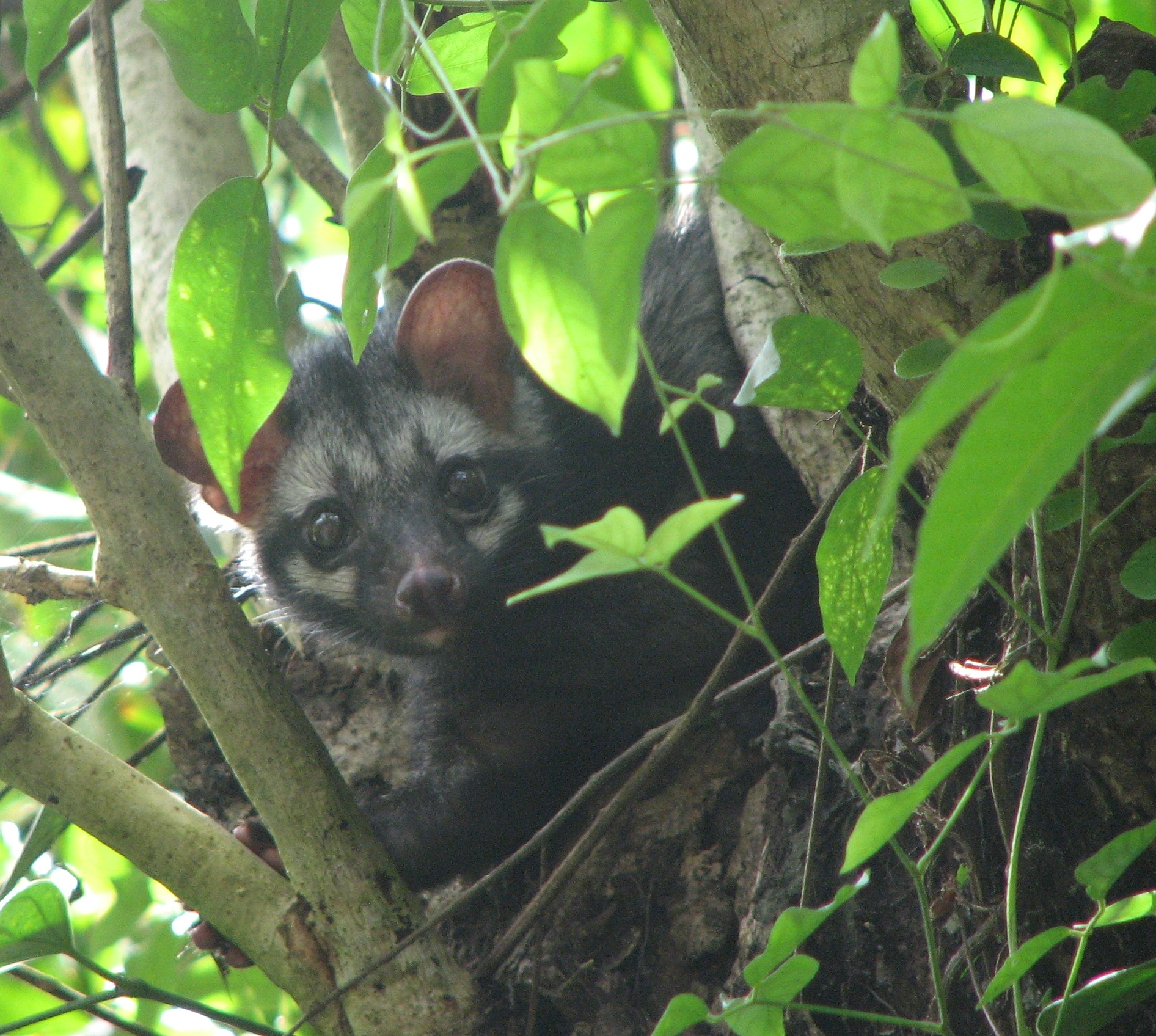
Civeta de palmera comuna dalt d'un arbre

En la major part de Sri Lanka, les civetes són considerades una molèstia, donat que embruten els sostres i àtics de les cases, i fan sorolls forts quan lluiten i es mouen de nit, pertorbant el descans dels que hi viuen.

## Comportament
La civeta de palmera comuna realitza marques aromàtiques amb les glàndules anals, l'orina i els excrements. El comportament més comú de marcat consisteix a fregar les glàndules sobre una superfície, per deixar-ne impregnada l'olor. Són capaços d'identificar les espècies animals, el sexe, i si l'individu que va deixar l'olor és conegut o no, per mitjà de l'olfacte.
La civeta de palmera comuna és un animal exclusivament nocturn, que generalment està actiu entre les 6 de la tarda i les 4 de la matinada. És menys activa les nits en les que la lluna és més brillant.

## Hàbitat
Es troba al sud de l'Índia, a Sri Lanka, al sud-est asiàtic i al sud de la Xina.

## Interaccions amb humans

### Extracte d'oli
L'oli extret de petits trossos de carn conservada en oli de lli en una olla de fang tancada i regularment airejada, és utilitzat pels indígenes com a cura per la sarna.

### Cafè
El Kopi Luwak és un cafè que es prepara utilitzant grans de cafè que han estat menjats, parcialment digerits, i recollits dels excrements de l'animal. Els preus del 2009 anaven des de 300 dòlars a les Filipines fins 1.400 dòlars als Estats Units, per lliura de pes net.

### SARS
Es creu que el virus del SARS es van introduir dins la població humana a través de les civetes de palmera emmascarada capturades a la natura i preparades inadequadament pel consum humà. No obstant això, un document elaborat per Daniel Janies (el febrer de 2008) i publicat per la revista Cladistics, fa servir les mostres de les seqüències de molts genomes del SARS, per demostrar que els casos de SARS de civetes, només eren una part de l'arbre familiar dels virus del SARS en humans. Segons aquest document, els humans probablement van contraure el SARS del ratpenats, aleshores els humans el van transmetre a porcs i a petites civetes, i llavors aquests petits carnívors podien haver retornat la malaltia als éssers humans. Tots els casos de SARS relacionats amb el brot semblaven ser part de la branca del coronavirus phylogeny.

## Subespècies
Hi ha un bon nombre significatiu de subespècies d'aquesta civeta:
- P. h. balicus
- P. h. bondar
- P. h. canescens
- P. h. canus
- P. h. cochinensis
- P. h. dongfangensis
- P. h. enganus
- P. h. exitus
- P. h. hermaphroditus
- P. h. javanica
- P. h. kangeanus
- P. h. laotum
- P. h. lignicolor
- P. h. milleri
- P. h. minor
- P. h. musanga
- P. h. nictitans
- P. h. pallasii
- P. h. pallens
- P. h. parvus
- P. h. philippinensis
- P. h. pugnax
- P. h. pulcher
- P. h. sacer
- P. h. scindiae
- P. h. senex
- P. h. setosus
- P. h. simplex
- P. h. sumbanus
- P. h. vellerosus

## Galeria

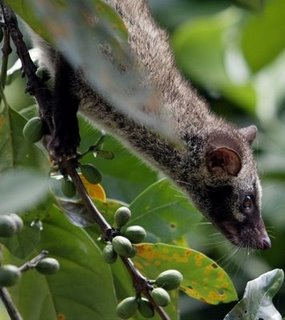
Civeta a les Filipines